# Sphaerotylus
Sphaerotylus is een geslacht van sponsdieren uit de klasse van de Demospongiae (gewone sponzen).

## Soorten
- Sphaerotylus antarcticus Kirkpatrick, 1907
- Sphaerotylus borealis (Swartschewsky, 1906)
- Sphaerotylus capitatus (Vosmaer, 1885)
- Sphaerotylus exospinosus Lévi, 1993
- Sphaerotylus exotylotus Koltun, 1970
- Sphaerotylus raphidophora Austin, Ott, Reiswig, Romagosa & McDaniel, 2014
- Sphaerotylus sceptrum Koltun, 1970
- Sphaerotylus vanhoeffeni Hentschel, 1914
- Sphaerotylus verenae Austin, Ott, Reiswig, Romagosa & McDaniel, 2014